# Zanshin
Zanshin (残心, jap. balancierter Geist) ist ein Konzept aus den japanischen Kampfkünsten (Budō).
Zanshin bezeichnet einen körperlichen und geistigen Zustand erhöhter Wachsamkeit, Achtsamkeit, Aufmerksamkeit und Konzentration nicht nur, aber insbesondere in Kampfsituationen, auch nach einem erfolgreichen Angriff.

## Fernöstliche Tradition
Den Körper und den Geist als voneinander getrennt zu betrachten ist dem fernöstlichen Denken fremd. Zanshin bezieht sich also auf den ganzen Menschen. Äußerlich ist Zanshin bestimmt durch korrekte Haltung (Shisei), korrekte Augenkontrolle (Metsuke), korrekten Abstand zum Gegner (Maai). Innere Aspekte von Zanshin sind unter anderem Harmonie (Riai) und Absichtslosigkeit.
Im Kampf ist das Ziel von Zanshin Lockerheit und Spontaneität gepaart mit Kampfgeist. Elementarer Bestandteil ist, die Aufmerksamkeit nach einer Kampfaktion nicht abrupt fallen zu lassen, sondern zuerst kontrolliert und bewusst wieder Maai herzustellen.
Im japanischen Bogenschießen (Kyūdō) bezeichnet Zanshin die nach dem Abschuss (Hanare) verbleibende Körperhaltung und Geisteshaltung und auch in anderen fernöstlichen Kampfsportarten wie Karate wird die erhöhte Wachsamkeit nach der Ausführung einer Kata als Zanshin bezeichnet. Im Kendō-Wettkampf ist das Zeigen von Zanshin absolute Voraussetzung für das Erzielen eines gültigen Treffers.
Explizit erklärt wird Zanshin im Tengu-geijutsu-ron 天狗芸術論, dem Essay über die Kunst der Bergdämonen von Chozan Shissai, eine Schrift zur Schwertkunst aus dem frühen 18. Jahrhundert. Dort steht: „Einer fragte: ‚In vielen Schulen gibt es den Begriff des zanshin. Ich bin mir darüber nicht klar. Was bedeutet dieses zanshin?‘ Er antwortete: ‚Es bedeutet nichts weiter, als daß man sich nicht mehr von den Dingen hinreißen läßt und das Herz unbewegt ist. Wenn das Herz unbewegt ist, ist die Reaktion klar. In den Dingen des täglichen Lebens ist es genauso. Ginge es auch, wie man sagt, mit einem Satz bis auf den Grund der Hölle, das Ich bliebe das ursprüngliche Ich. Man blieb vorn und hinten und rechts und links ungehindert und frei. Man ist mit dem Herzen dabei und macht keine Vorbehalte.‘“

## Unterschiedliche Beschreibungen von Zanshin
Eine sehr gelungene und eindrückliche Beschreibung dessen, was Zanshin bedeutet, gibt Stefan Stenudd in seinem Buch aikido – Die friedliche Kampfkunst. Ein Aikidōka, so Stenudd, versuche immer, seine Angreifer vor unnötigem Schaden zu schützen. Angreifer und Verteidiger sollten aus ihrer Begegnung eine Lehre ziehen und den Kampf als weisere, friedvollere Menschen verlassen. Die Aikidōtechnik höre deshalb nicht im und mit dem Wurf auf, vielmehr werde sie durch die ganze Bahn des fallenden Angreifers verlängert, bis er sich entscheidet, seine unfreundliche Gesinnung aufzugeben und wegzugehen. Ähnliches gelte, so Stenudd, im Judo, wo der Werfende den einen Arm des Fallenden so hält, dass dieser sicher landen kann und sein Kopf nicht auf den Boden schlägt. Im Aikidō wird der Angreifer weich geführt und ggf. zu Boden gebracht, und in den Festhaltetechniken sanft umfangen. Das kommt durch Zanshin zustande, „den ausgestreckten Geist“ (Stenudd, 2004, S. 139). Dieser Begriff, der vor allem im Karatedo betont wird, besteht aus zwei Kanji, „bewahren“ und „Herz oder Sinn“, also eine Konzentration, die nicht nachlässt. Mit Zanshin ist demnach gemeint, dass man den Kontakt zum Angreifer nicht verliert, wenn man den Wurf ausführt, selbst wenn kein Körperkontakt mehr besteht. Das ist vergleichbar mit einem Speerwerfer, der den Flug des Speers verfolgt, bis dieser auf dem Boden auftrifft. In dieser Haltung bewacht und kontrolliert der Verteidiger den Angreifer so lange, bis keine Bedrohung mehr von ihm ausgeht. „Mit kraftvollem zanshin kann man den Angreifer sogar davon abschrecken, seinen Angriff zu erneuern“ (Stenudd, 2004, S. 140). Sollte ein Festhaltegriff erforderlich sein, so wird dieser im selben „verlängerten Geist“ ausgeführt – freundlich und solide, ohne Schmerzen zuzufügen, aber immer so, dass der Angreifer spürt, dass weitere aggressive Aktionen sinnlos sind. Zanshin muss insofern in Bezug zu Ki (vgl. Qi) gedacht werden, der Energie, die den Angreifer jenseits der physischen Kraft des Verteidigers durchdringt, hält und besänftigt. Zanshin stellt nicht nur eine Fähigkeit oder eine Haltung dar, die den Verteidiger auszeichnet, es beschreibt auch eine Beziehung. Diese soll sein wie die „des Herrschers zum Untergebenen – aber eines milden Herrschers mit Fürsorglichkeit für seinen Untergebenen“ (Stenudd, 2004, S. 140). Zanshin dient also nicht nur dem Schutz des Verteidigers; auch der Angreifer wird damit geschützt. „Wenn das zanshin eines Aikidoka zu reinem Wohlwollen geworden ist, glaube ich nicht, dass es länger möglich ist, ihn anzugreifen“ (Stenudd, 2004, S. 141).
Werner Lind versteht Zanshin als „den Geist, der unbeweglich bleibt“. Das Kanji „shin“ steht neben der Bedeutung als „Geist“ zugleich für „Herz“. Interessant ist, dass das Schriftzeichen für „Zan“ von Chinesen heute auch in der Bedeutung von „kaputt“ oder „behindert“ gelesen werden kann. Zanshin hieße dann „Kaputt-Herz“. Meditiert man über diese vordergründige Absurdität, so zeigt sich, dass in dieser Lesart der ursprüngliche Sinn dennoch aufbewahrt ist. Denn was ist ein „Herz, das unbeweglich bleibt“ anderes als ein „kaputtes Herz“? Um in Situationen äußerster Herausforderung im Vollbesitz seiner Möglichkeiten zu bleiben, muss man gleichmütig, ja gewissermaßen „kaltblütig“ sein. So lange das Herz beweglich ist, ist man „heißblütig“ und lässt sich zu unbedachten Aktionen hinreißen. Zanshin stellt demnach – hervorgerufen durch ein „unbewegliches Herz“ – eine „positive Kaltblütigkeit“ dar, aus der heraus es gelingen mag, menschlich und friedlich zu handeln. Wer das Schriftzeichen 残 verwendet sollte sich jedoch im Klaren sein, dass 残 cán im Chinesischen „zerstören, vernichten“, „brutal“ und „grausam“ bedeutet und 残心 von Menschen aus China als „grausames Herz“ gelesen werden kann.
Zanshin wird auch frei übersetzt als „bleibender Geist“ bezeichnet. Er beschreibt nicht nur den geistigen und körperlichen Zustand nach dem Abschuss eines Pfeiles (Kyūdō) oder dem Wurf eines Partners (Aikidō) usw., sondern auch den Zustand vor diesen Handlungen. Zanshin ist auch die erste Wahrnehmung bzw. die erste Kontaktaufnahme vor einer folgenden „kriegerischen“ Auseinandersetzung. Dieser gesamte Zustand wird mit Zanshin bezeichnet. Zanshin ist ein Zustand der während einer Auseinandersetzung weder endet noch beginnt.
In Ergänzung zu den fernöstlichen, überlieferten Betrachtungsweisen und den Zitaten, kann man Zanshin aus westlicher Perspektive beschreiben als einen unverhafteten, offenen Geist, als eine Einstellung ohne Aggression und Absicht, welche losgelöst von der Bedrohungslage einer Situation alle, wirklich alle Optionen offenlässt und auch den eigenen Tod nicht ausschließt.
Diese Sichtweise auf ihr Dasein pflegten Krieger als innere Einstellung aufzubauen, um so die Sorge um ihre weitere Existenz oder die Angst, eine Auseinandersetzung nicht unbeschadet zu überstehen, nicht zu verdrängen, aber zu beherrschen. Während Aggression und Furcht den Geist bindet, wird eine Einstellung erforderlich, welche ohne Aggression gegenüber dem Kontrahenten und ohne Furcht vor Tod und Vernichtung auskommt. Dies ist nicht mit nach Harmonie strebender Nächstenliebe zu verwechseln, sondern als innere Geisteshaltung, sich von einer äußeren Bedrohungslage gefühlsmäßig nicht vereinnahmen zu lassen, deckt sich also mit dem oben beschriebenen „unbewegten Herzen“ und der „positiven Kaltblütigkeit“.
Ist der Betreffende in der Lage, eine solche Einstellung emotional aufzubauen, erreicht er geistige Klarheit über sämtliche Realitäten seiner Lage und damit ein Höchstmaß an Handlungsfreiheit.
Es wird ihm mit Zanshin möglich, auf jegliche Bedrohungslage zeitlich völlig verzögerungsfrei, furchtlos und mit sofortiger Abrufbereitschaft all seiner technischen Fertigkeiten situativ zweckdienlich eintreten zu können. Zanshin ist losgelöst von moralisch-ethischen Betrachtungen. Die geistige und emotionale Einstellung ist somit auch unbelastet von Betrachtungen, ob eine Vernichtung des Kontrahenten erforderlich sei, oder nicht.